# James Barbour
James Barbour (ur. 10 czerwca 1775 w hrabstwie Orange, zm. 7 czerwca 1842 tamże) – amerykański polityk.

## Życiorys
Urodził się 10 czerwca 1775 na terenie hrabstwa Orange. Pracował jako zastępca szeryfa, studiował nauki prawne i w 1794 roku został przyjęty do palestry. W latach 1796–1812 zasiadał w legislaturze stanowej Wirginii. W wyniku śmierci George’a Williama Smitha został w 1812 roku gubernatorem Wirginii i pełnił ten urząd przez dwa lata. W czasie wojny z Wielką Brytanią powołał pod broń milicję stanową i obiecał nagrody pieniężne z własnych funduszy. Zrezygnował z funkcji gubernatora w wyniku elekcji do Senatu, gdzie zasiadł z ramienia Partii Demokratyczno-Republikańskiej. W 1819 roku pełnił także funkcję przewodniczącego pro tempore. Po 11 latach zasiadania w izbie wyższej zrzekł się mandatu na rzecz przyjęcia oferty wejścia do gabinetu Johna Quincy’ego Adamsa, gdzie objął stanowisko sekretarza wojny. W 1828 roku zrezygnował z funkcji rządowej i został mianowany na stanowisko posła pełnomocnego w Wielkiej Brytanii. Po rocznej misji wycofał się z dyplomacji i powrócił do zasiadania w legislaturze stanowej. W latach 30. związał się z Partią Wigów. Zmarł 7 czerwca 1842 na terenie hrabstwa Orange.
Był bratem Philipa Pendletona Barboura. Jego żoną była Lucy Johnson, z którą miał pięcioro dzieci.